# Conversión
Conversión es la práctica religiosa por la que una persona adopta como propias las creencias de la comunidad de creyentes a la que se incorpora. Cuando dicha práctica se realiza por alguien que tenía una creencia religiosa previa y diferente de la que asume, desde ese momento pasa a ser considerado por la comunidad creyente abandonada como un apóstata o un renegado.
Debe distinguirse del rito de paso o iniciación, el conjunto de acciones rituales con que el neófito o catecúmeno es reconocido públicamente como miembro de la comunidad, y que en la mayor parte de las culturas se produce acompañando al tránsito biológico que tiene lugar tras el nacimiento o tras la niñez, por tanto sin haber tenido otra creencia religiosa previa.
Las personas se convierten a una religión diferente por varias razones, incluida la conversión activa por libre elección debido a un cambio en las creencias, conversión secundaria, conversión en el lecho de muerte, conversión por conveniencia, conversión marital y conversión forzada.
Proselitismo es el acto de intentar convertir mediante la persuasión a otro individuo de una religión o sistema de creencias diferente.

## Conversión al cristianismo
.

La Conversión de San Pablo, pintura de 1600 del artista italiano Caravaggio (1571-1610)

Dentro del cristianismo, la conversión se refiere a tres fenómenos diferentes: una persona que se convierte al cristianismo y que antes no lo era; un cristiano que pasa de una confesión cristiana a otra; un desarrollo espiritual particular, a veces llamado "segunda conversión" o "conversión de los bautizados". 
La conversión al cristianismo es la conversión religiosa de una persona que anteriormente no era cristiana a alguna forma de cristianismo. Algunas comunidades cristianas requieren la conversión completa para los nuevos miembros, independientemente de cualquier historia en otras comunidades cristianas, o de ciertas otras comunidades. Los requisitos exactos varían entre las distintas iglesias y denominaciones. El bautismo se considera tradicionalmente un sacramento de admisión al cristianismo. El bautismo cristiano tiene algunos paralelismos con la inmersión judía por mikvah.
En el Nuevo Testamento, Jesús ordenó a sus discípulos en la Gran Comisión "id y haced discípulos a todas las naciones". Evangelización -compartir el mensaje del Evangelio o "Buena Nueva" de obra y palabra, es una expectativa de los cristianos.

### En el Nuevo Testamento
En el Nuevo Testamento, se utiliza el término griego ἐπιστρεφω (epistrepho), que quiere decir ‘volverse a’, y se relaciona con Jesús o Dios.
La conversión de San Pablo, producida camino de Damasco, es la más famosa de las descritas en el Nuevo Testamento (Hechos de los Apóstoles 9, 1-18).

### Edad Media en España
En la Edad Media, la conversión de judíos, producida en diferentes circunstancias, algunas sinceras y otras forzadas masivamente en el contexto de pogromos, como la revuelta antijudía de 1391 en España, trajo como consecuencia la existencia de comunidades de conversos de origen judío, que en España fueron denominados cristianos nuevos. Los problemas sociales suscitados provocaron enfrentamientos como la revuelta anticonversa de Toledo de 1449, tras la que se exigieron los estatutos de limpieza de sangre, un régimen de discriminación legal contra los conversos. La existencia de criptojudíos o judaizantes (se les dio el nombre de marranos a los de la corona de Castilla y el reino de Portugal) y el recelo aplicado universalmente contra todos los conversos, judaizaran o no, se mantuvo durante todo el Antiguo Régimen en España, y justificó la creación de la Inquisición española y el decreto de expulsión de los judíos de España de 1492. En Mallorca se conformó una comunidad endogámica de cristianos nuevos con características muy particulares (chuetas).
En el caso de los musulmanes, tras la revuelta mudéjar de 1499-1502, se produjo el bautismo forzoso de todos los que quedaron en España, pasando a ser denominados moriscos, que tras nuevas revueltas (Rebelión de las Alpujarras de 1568-1571) fueron dispersados por el interior de la Península y definitivamente objeto de la expulsión de los moriscos de 1609.

### Conversiones al catolicismo en el mundo anglosajón en elsigloXX
Durante el siglo XX surgió en el mundo anglosajón un renacimiento espiritual que afectó a relevantes escritores conversos, entre los cuales se encuentran:
- Maurice Baring
- Hilaire Belloc
- Robert Benson
- Chesterton
- Christopher Dawson
- T. S. Eliot
- Graham Greene
- Ronald Knox
- Malcolm Muggeridge
- Dorothy Sayers
- Edith Sitwell
- J. R. R. Tolkien
- Evelyn Waugh
- Siegfried Sassoon, etc.

## Conversión al islam
Un neo-musulmán o musulmán convertido recientemente al islam es denominado Muallaf. El más importante de los cinco pilares del islam (la creencia en un solo Dios, y en que Mahoma es su profeta), es el que marca la conversión, que se produce desde el momento en que el nuevo creyente hace sinceramente esa profesión de fe, llamada shahada.
En la España musulmana medieval los conversos al islam eran llamados muladíes.
Convertirse al Islam requiere declarar la shahādah', la profesión de fe musulmana ("no hay más dios que Dios; Muhammad es el mensajero de Dios").  Según Clinton Bennett, académico británico-estadounidense de Estudios religiosos, la declaración de la profesión de fe musulmana no implica la fe en Dios únicamente, ya que la conversión al islam incluye otras creencias islámicas distintas, así como parte del Credo musulmán (ʿaqīdah):

Técnicamente, la Shahadah (primer pilar) es la única declaración obligatoria de fe en el Islam; sin embargo, con el tiempo evolucionó una lista de seis puntos, los esenciales de la fe (Iman Mufassal), a saber: la creencia en Dios, en los ángeles de Dios, las escrituras, los mensajeros, el día del juicio y el poder de Dios. 

En la religión islámica, se cree que todo el mundo es musulmán al nacer. Debido a esto, aquellos que se convierten son típicamente referidos como conversos. En el islam, la práctica de la circuncisión religiosa se considera una costumbre sunnah, no un requisito para la conversión, y además nunca se menciona en el Corán. La mayoría de opiniones clericales sostiene que la circuncisión no es obligatoria al entrar en la fe musulmana. En el Sunnī, una rama del Islam, las escuelas Shāfiʿī y Ḥanbalī consideran que tanto la circuncisión masculina como la circuncisión femenina son legalmente obligatorias para los musulmanes, mientras que las escuelas Mālikī y Ḥanafī la consideran no obligatoria y sólo recomendable para ambos sexos. 

## Conversión al judaísmo
La norma judía que regula la manera aceptable de convertirse al judaísmo se denomina guiur. La decisión de convertirse al judaísmo debe provenir del propio convencimiento, demostrado por lo que se dice y hace.

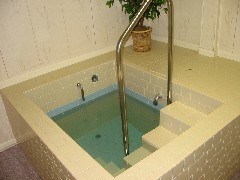
El proceso normativo tradicional de conversión al judaísmo (gijur) de uno, dos o más años finaliza con el inmersión ritual en una fuente natural de agua, por ejemplo, un río, un lago o una mikveh. g. un río, un lago o una mikve, hasta nuestros días (Beth-El reform-synagogue, Birmingham, Alabama, 2006).

La conversión al judaísmo es la conversión religiosa de no judíos para convertirse en miembros del religión judía y de la comunidad etnorreligiosa judía. El procedimiento y los requisitos para la conversión dependen de la denominación patrocinadora. Una conversión de acuerdo con el proceso de una denominación no es garantía de reconocimiento por parte de otra denominación. Una conversión formal también se lleva a cabo a veces por personas cuya ascendencia judía se cuestiona, incluso si fueron criados judíos, pero en realidad no pueden ser considerados judíos de acuerdo con la ley judía tradicional.
Ya en el siglo VI, el Imperio romano oriental y Califa Umar ibn Khattab emitían decretos contra la conversión al judaísmo, lo que implica que esto seguía ocurriendo.
En algunos casos, una persona puede renunciar a una conversión formal al judaísmo y adoptar algunas o todas las creencias y prácticas del judaísmo. Sin embargo, sin una conversión formal, muchos judíos muy observantes rechazarán el estatus judío de un converso.

### Procedimiento
Los requerimientos, dictados por la halajá son los siguientes:
- Circuncisión.
- Baño ritual por inmersión.
- Entender y aceptar las obligaciones de ser un judío observante.

Como consecuencia de la conversión, el prosélito pasa a ser parte del pueblo judío, con algunas restricciones existentes en algunas de las denominaciones judías.

## Conversión al sijismo
Para convertirse al sijismo se debe demostrar conocimiento y entendimiento de los contenidos de Gurú Granth Sahib y demostrar madurez para seguir el código de conducta sij.
Existe una ceremonia de iniciación en la cual se realizan una serie de oraciones y actos rituales, enumerados a continuación:
- Lectura de las normas y obligaciones.
- Aceptación de las normas y obligaciones.
- Oraciones en torno al amrit, o néctar, que se prepara añadiendo azúcar a un bol con agua, por parte de los cinco piare.
- Repartición del néctar a los iniciados.
- Oración y compromiso de los iniciados.
- Comida compartida (Kara Parshad).

## Derecho internacional
La Declaración Universal de los Derechos Humanos de las Naciones Unidas define la conversión religiosa como un derecho humano: "Toda persona tiene derecho a la libertad de pensamiento, de conciencia y de libertad de religión; este derecho incluye la libertad de cambiar de religión o de creencias" (artículo 18). A pesar de este derecho humano declarado por la ONU, algunos grupos prohíben o restringen la conversión religiosa (véase más abajo).
Basado en la declaración, la Comisión de Derechos Humanos de las Naciones Unidas (UNCHR) redactó el Pacto Internacional de Derechos Civiles y Políticos, un tratado jurídicamente vinculante. Establece que "Toda persona tiene derecho a la libertad de pensamiento, de conciencia y de religión. Este derecho comprende la libertad de tener o adoptar la religión o las creencias de su elección" (artículo 18.1). "Nadie será objeto de coacción que pueda menoscabar su libertad de tener o adoptar la religión o las creencias de su elección" (artículo 18.2).
La UNCHR emitió un comentario general sobre este artículo en 1993: "El Comité observa que la libertad de 'tener o adoptar' una religión o creencia implica necesariamente la libertad de elegir una religión o creencia, incluido el derecho a reemplazar la religión o creencia actual de uno con otra o adoptar puntos de vista ateos... El artículo 18.2 prohíbe la coerción que menoscabaría el derecho a tener o adoptar una religión o creencia, incluido el uso de la amenaza de fuerza física o sanciones penales para obligar a los creyentes o no creyentes a adherirse a sus creencias y congregaciones religiosas, a retractarse de su religión o creencia o para convertirse." (CCPR/C/21/Rev.1/Add.4, Comentario General N.º 22.; énfasis añadido)
Algunos países distinguen la conversión voluntaria y motivada del proselitismo organizado, intentando restringir este último. El límite entre ellos no es fácil de definir: lo que una persona considera legítimo evangelizar o dar testimonio, otra puede considerarlo intrusivo e impropio. Este extracto de un artículo del Dr. C. Davis, publicado en el "Journal of Law and Health" de la Cleveland State University, ilustra los problemas que pueden surgir de tales puntos de vista subjetivos: "Según la Unión de Congregaciones Hebreas Americanas, los judíos por Jesús y los cristianos hebreos constituyen dos de los cultos más peligrosos, y sus miembros son candidatos apropiados para la desprogramación. Los evangélicos anti-cultos... protestan que 'la agresividad y el proselitismo... son básicos para el cristianismo auténtico', y que los judíos por Jesús y Campus Crusade for Christ no deben ser etiquetados como cultos. Además, ciertos grupos jasídicos que atacaron físicamente una reunión del 'culto' cristiano hebreo han sido etiquetados como 'culto' y equiparados con los seguidores del Reverendo Moon, nada menos que por el presidente de la Conferencia Central de Rabinos Americanos".
Desde el colapso de la antigua Unión Soviética, la Iglesia ortodoxa rusa ha disfrutado de un renacimiento. Sin embargo, se opone a lo que considera proselitismo ilegítimo por parte de la Iglesia católica, el Ejército de Salvación, los Testigos de Jehová y otros movimientos religiosos en lo que se refiere como su territorio canónico.
Grecia tiene una larga historia de conflicto, sobre todo con los Testigos de Jehová, pero también con algunos pentecostales, por sus leyes sobre el proselitismo. Esta situación se deriva de una ley aprobada en la década de 1930 por el dictador Ioannis Metaxas. Un testigo de Jehová, Minos Kokkinakis, ganó el equivalente a $14 400 en daños del estado griego después de ser arrestado por tratar de predicar su fe de puerta en puerta. En otro caso, Larissis v. Grecia, un miembro de la iglesia pentecostal también ganó un caso en la Corte Europea de Derechos Humanos.